# Twister (1989)
Twister é um filme estadunidense de 1989, do gênero comédia, dirigido por Michael Almereyda e estrelado por Suzy Amis, Crispin Glover, Harry Dean Stanton, e Dylan McDermott. Foi gravado em Wichita, Kansas.

## Elenco
- Harry Dean Stanton como Eugene Cleveland
- Suzy Amis como Maureen Cleveland
- Crispin Glover como Howdy Cleveland
- Dylan McDermott como Chris
- Jenny Wright como Stephanie
- Lindsay Christman como Violet
- Charlayne Woodard como Lola
- Lois Chiles como Virginia
- David Brown como Bob Breevort
- Tim Robbins como Jeff

## Recepção
Dave Kehr, do jornal Chicago Tribune, escreveu que "vale a pena dar uma olhada pela delicadeza inesperada de sua execução e pela qualidade cult de seu elenco" e observou que "Almereyda cria uma espécie de estranheza discreta e pouco enfática que recebe suas risadas, mas ainda deixa espaço para momentos de surpreendente autenticidade emocional."
Peter Travers, da revista Rolling Stone, chamou isso de "farsa diabólica e engraçada".